# 일본의 항복문서
일본의 항복문서는 1945년 9월 2일 서명한, 제2차 세계 대전에서 일본 제국이 항복을 표명한 공식 문서이다.

## 같이 보기
- 카이로 선언
- 대만광복절